# Сан Карло (Ливорно)
Сан Карло је насеље у Италији у округу Ливорно, региону Тоскана.
Према процени из 2011. у насељу је живело 256 становника. Насеље се налази на надморској висини од 165 м.